# Руденков, Игорь Вячеславович
Игорь Вячеславович Руденков (род. 5 марта 1995, Нижний Новгород) — российский хоккеист, нападающий.

## Биография
Воспитанник нижегородского «Торпедо». С сезона 2011/12 стал играть за команду МХЛ «Чайка». В сезоне 2014/15 также дебютировал в ВХЛ за «Саров» и в КХЛ за «Торпедо». 13 августа 2016 года был обменян в «Амур», за который провёл в КХЛ четыре сезона. 16 мая 2020 года был обменян в СКА, а 19 июня — в «Сочи». 12 октября 2021 года был выведен из состава клуба, 18 октября расторгнул контракт по взаимному согласию, а на следующий день подписал соглашение до конца сезона с магнитогорским «Металлургом». 23 июня 2022 года был обменян в «Амур», с которым подписал двухлетний контракт. 21 июня 2023 года расторг контракт по соглашению сторон и через два дня подписал однолетнее соглашение с «Витязем». Проведя 12 матчей, 2 ноября расторг контракт. 20 ноября появилась информация, что Руденков перейдёт в «Югру», но через три дня он подписал контракт с другим клубом ВХЛ — новокузнецким «Металлургом». Сезон 2024/25 начал в команде ВХЛ «Тамбов». Проведя пять матчей, перешёл в клуб чемпионата Беларуси «Шахтёр» Солигорск, из которого ушёл 6 марта 2025 года.
Обладатель (2015) и финалист (2016) Кубка Харламова. Победитель хоккейного турнира зимней Универсиады 2019.